# سو هابارد
سو هابارد (بالإنجليزية: Sue Hubbard)‏ هي كاتِبة وشاعرة بريطانية، ولدت في 1948 في لندن في المملكة المتحدة.